# Facharzt für Mikrobiologie, Virologie und Infektionsepidemiologie
Facharzt für Mikrobiologie, Virologie und Infektionsepidemiologie, auch Mikrobiologe, Virologe und Infektionsepidemiologe/Mikrobiologin, Virologin und Infektionsepidemiologin, ist in Deutschland die offizielle Bezeichnung für einen Facharzt, der sich auf die ärztliche Tätigkeit im Gebiet Mikrobiologie, Virologie und Infektionsepidemiologie spezialisiert hat.

## Gebiet Mikrobiologie, Virologie und Infektionsepidemiologie
Das Gebiet Mikrobiologie, Virologie und Infektionsepidemiologie umfasst nach der Definition der deutschen Weiterbildungsordnung für Ärztinnen und Ärzte von 2018 die Labordiagnostik der durch Mikroorganismen, Viren und andere übertragbare Agenzien bedingten Erkrankungen, die Aufklärung ihrer Ursachen, Pathogenese, Abwehr und epidemiologischen Zusammenhänge bei Vorbeugung, Erkennung, Behandlung und Bekämpfung von Infektionskrankheiten einschließlich der Praxis- und Krankenhaushygiene sowie die Beratung und Unterstützung der in der Vorsorge, in der Krankenbehandlung und im öffentlichen Gesundheitsdienst tätigen Ärzte.

## Facharzt-Weiterbildung
Um in Deutschland als Mikrobiologe, Virologe und Infektionsepidemiologe tätig werden zu können, muss nach dem Abschluss eines Medizinstudiums und erteilter Approbation als Arzt eine mindestens fünfjährige Weiterbildung im Gebiet Medizinische Mikrobiologie, Virologie und Infektionsepidemiologie mit Erfolg absolviert worden sein. Die Berechtigung zur Führung einer Facharzt- oder Zusatzbezeichnung wird nach einer mündlichen Prüfung von der zuständigen Landesärztekammer erteilt.
Die Weiterbildung muss an zugelassenen Weiterbildungsstätten absolviert werden: mindestens
- 60 Monate Mikrobiologie, Virologie und Infektionsepidemiologie. Davon müssen abgeleistet werden:
- 12 Monate in der stationären Patientenversorgung.
- Bis zu 12 Monate Weiterbildung können erfolgen in den Gebieten Hygiene und Umweltmedizin, Laboratoriumsmedizin, Öffentliches Gesundheitswesen, Transfusionsmedizin und/oder in der Zusatz-Weiterbildung Infektiologie.

Bei der Anmeldung zur Weiterbildungsprüfung müssen der zuständigen Ärztekammer sämtliche Nachweise über die erfüllten Mindestanforderungen vorgelegt werden. Dazu gehören auch die Logbuch-Dokumentationen über alle durch die MWBO vorgegebenen Inhalte der Weiterbildung. Zur Weiterbildungsprüfung muss man darlegen, dass man über die entsprechenden Kenntnisse, Erfahrungen und Fertigkeiten im Fach verfügt.

### Inhalte der Weiterbildung
Zur Weiterbildungsprüfung muss dargelegt werden können, dass man Kenntnisse, Erfahrungen und Fertigkeiten unter anderem in folgenden Bereichen erlangt hat:
- Desinfektion und Sterilisation
- Arbeitssicherheit im medizinischen Labor
- Infektiologische Notfälle
  - Notfalldiagnostik einschließlich Beratung bei Infektionen, insbesondere Meningitis/Enzephalitis, Sepsis, Gasbrand, Malaria, akzidentellen, beruflichen oder kriminell verursachten Infektionen
  - Auswahl der geeigneten Antiinfektiva bei akuten systemischen Infektionen
- Beratung zur Therapie und Prävention ambulant und nosokomial erworbener Infektionskrankheiten
- Methoden der Infektionsdiagnostik
- Erstellung einschließlich Interpretation infektiologischer Befunde
- Antiinfektive Therapie und Antibiotic Stewardship
- Impfprävention
- Infektionsprävention und Surveillance
- Infektions-, Krankenhaus- und Praxishygiene
- Labor- und Qualitätsmanagement

Die Inhalte der Musterweiterbildungsordnung sind allerdings nur eine Empfehlung für die rechtsverbindlichen Weiterbildungsordnungen der Landesärztekammern, die hiervon abweichende Regelungen treffen können.